# 楠木まゆ
楠木 まゆ（くすのき まゆ、1992年10月13日 - ）は、日本の元アイドル。仮面女子、アリス十番のメンバーだった。担当カラーは水色。東京都出身。東洋大学出身。
同じ仮面女子内のメンバーである小島夕佳、涼邑芹、山宮れな、海月咲希と共にピンククラッカーズとしてYouTuberとしても活動していた。ピンククラッカーズの元メンバーには窪田美沙、坂本舞菜、北村真姫、吉野まり、胡桃そらがいる。

## 略歴
2014年4月、アリスプロジェクトのオーディションを受け、翌5月AJになる。その後スライムガールズを経て8月にぱー研!へ加入。
2014年12月、腰の怪我のためステージ休止を発表、翌2015年1月にヘルニアの手術を受ける。2月23日にステージ復帰。
2015年3月11日、仮面女子・アーマーガールズへの昇格が発表、4月26日に加入。
2015年7月5日、派生ユニット・チェリーブロッサムへ加入。
2016年4月8日、エルソード広報大使に選任される。神谷えりなと共にTVCMへ出演、6月8日にはイメージソング「JEWELS」を初披露。
2017年11月25日、超組閣にてアリス十番への昇格が発表、翌2018年1月20日に加入。
2019年1月22日、先代の桜のどかから引き継いで仮面女子ならびにアリス十番二代目リーダーを務める。
2020年12月29日2部公演にて仮面女子・アリス十番を卒業した。

## 趣味・特技
- アイドル研究
- 歌って踊ること
- Y字バランス

## コール・サイリウムカラーなど
- コール：わがままヒロイン　まゆちゃん
- 全開☆ヒーロー：わがままだけれど　ほんとは素直な　まゆちゃん
- サイリウムカラー：水色
- LINEグループ名：くすのき会

## 出演

### 映画
- 鬼魔愚零アンダーグラウンド（2016年）
- フラクタル,Blue（2016年）- 江口 小百合 役
- 満腹探偵クウコ（2016年）- 晴香 役
- 万葉の結び（2017年）
- キセキのバトン（2017年）- 志保 役
- 冬の糸（2017年）- 優香 役
- ヴィヴィアン武装ジェット（2017年、監督：島田角栄）- 麻美子 役
- ホームレス～遥の憂鬱で華麗なる日々～（2018年）- 千晴 役
- 雨（2019年）- ヨウコ 役
- リスタート:ランウェイ〜エピソード・ゼロ（2019年）- アン 役